# Wests Tigers
Els Wests Tigers són un club professional de rugbi a 13 australià amb seu a Campbelltown i Lilyfield a Sydney. El club juga a la National Rugby League (NRL). És un dels dos únics clubs (l'altre és el Newcastle Knights) que mai ha perdut una gran final en la qual ha participat.